# Brian Herbert
Brian Patrick Herbert (Seatle, 29 de junho de 1947) é um autor americano. Atualmente vive no estado de Washington. É filho do famoso escritor de ficção científica Frank Herbert.
Os livros de Brian Herbert incluem Sidney's Comet, Prisoners of Arionn, Man of Two Worlds (em conjunto com Frank Herbert), Sudanna Sudanna, tal como uma biografia de seu pai: Dreamer of Dune: The Biography of Frank Herbert. Também redigiu The Songs of Muad'dib e Notebooks of Frank Herbert's Dune.
É mais conhecido pela sua colaboração com Kevin J. Anderson, com o qual escreveu duas trilogias de prequelas ao clássico Duna da autoria de seu pai: (Prelude to Dune e Legends of Dune). Obras que, segundo o New York Times, atingiram o estatuto de Best-seller.
Da sua colaboração com Anderson também saíram duas sequências às obras de Frank Herbert (Dune 7): Hunters of Dune e Sandworms of Dune, recentemente publicadas. Reportadamente baseadas nas notas deixadas para trás por Frank Herbert.

## Obras publicadas
- Sidney's Comet (1983)
- The Garbage Chronicles (1985)
- Man of Two Worlds (1986) (com Frank Herbert)
- Sudanna, Sudanna (1986)
- Prisoners of Arionn (1987)
- The Race for God (1990)
- Memorymakers (1991) (com Marie Landis)
- Blood on the Sun (1996) (com Marie Landis)
- Timeweb (2006)

## Livros doUniverso de Duna
- Dune: House Atreides (1999)
- Dune: House Harkonnen (2000)
- Dune: House Corrino (2001)
- Dune: The Butlerian Jihad (2002)
- Dune: The Machine Crusade (2003)
- Dune: The Battle of Corrin (2004)
- The Road to Dune (2005)
- Hunters of Dune (2006)
- Sandworms of Dune (2007)

## Contos doUniverso de Duna
- Dune: A Whisper on Caladan Seas
- Dune: Hunting Harkonnens
- Dune: Whipping Mek
- Dune: The Faces of a Martyr
- Dune: Sea Child

## Biografias
- Dreamer of Dune: The Biography of Frank Herbert